# Santo Inácio (Paraná)
Santo Inácio é um município brasileiro do estado do Paraná. Sua população estimada segundo o censo 2022 era de 6.181 habitantes.